# Nung
I nung (in vietnamita nùng) sono una minoranza etnica del Vietnam nordorientale che fa parte dei popoli tai.

## Storia
Esistono notizie di una sconfitta nell'XI secolo d.C. del popolo nung, costretto a rifugiarsi nel Guangdong sudorientale, e la prima migrazione nel Tonchino e nel nord del Laos avviene nel XIII secolo, quando i mongoli instaurano la dinastia Yuan in Cina. Altre fonti ipotizzano che siano migrati in Vietnam dalla provincia del Guangxi della Cina meridionale 2 o 3 secoli fa.
Nella seconda metà del XIX secolo, i nung affiancarono i hmong in una ribellione nel Tonchino che provocò una strage tra i membri dell'etnia tay e diverse razzie nei templi buddhisti. In quel periodo si registrarono nuove ondate migratorie dei nung dalla Cina meridionale al Vietnam. Le ultime furono quelle del 1949, con l'avvento dei comunisti al potere in Cina. La suddivisione del Vietnam del 1954, spinse una parte della popolazione a trasferirsi a sud. Collaborarono con i soldati americani durante la guerra del Vietnam contro il Governo di Hanoi.

## Distribuzione
Secondo il censimento vietnamita del 2009, la popolazione era di 969.000 individui. È diffusa nelle province di Bac Giang, Bac Kan, Cao Bang, Lang Son, Thau Nguyen e Tuyen Quang. Piccole comunità nung sono presenti anche in Laos.

## Cultura
I villaggi nung sono governati da un capo assistito da un consiglio degli anziani. La pubblica proprietà non fa parte della cultura etnica e le terre appartengono a chi si è guadagnato il diritto di costruirvi sopra un'abitazione. La società è basata sul nucleo familiare, normalmente capeggiato dall'uomo. Le abitazioni sono costruite su un solo livello, e a seconda della zona possono essere palafitte o casette costruite al piano del terreno. Si entra nel soggiorno, dove si trova l'altare votivo, mentre la parte notte e la cucina sono sul retro. Oltre al riso, l'alimento di base è il mais, che viene cucinato in diverse maniere.
I nung sono noti in Vietnam per la loro esperienza centenaria nella produzione di pregevoli vestiari. La loro tecnica principale consiste nel tingere le stoffe di cotone nel cham (indaco). Il loro abbigliamento quotidiano è costituito principalmente da questo tipo di stoffa color indaco, che simboleggia la pienezza della fede e diventò famoso quando fu indossato da Ho Chi Minh, quando ritornò in Vietnam nel 1941. Quando invece ci sono occasioni speciali, gli uomini sono soliti indossare vestiti tipici dei việt, mentre le donne indossano pregevoli vesti decorate a mano.
L'abbigliamento rappresenta un importante elemento riconoscitivo all'interno della comunità. La tradizione vuole che i genitori dello sposo giudichino la futura moglie in base alla qualità dei suoi tessuti e all'eleganza delle decorazioni. Il matrimonio è organizzato dalle famiglie. I fidanzati si scambiano doni formali, e quando l'uomo fa la proposta di matrimonio la accompagna con un'offerta alla famiglia della sposa in denaro o in beni di consumo. Maggiori sono le virtù della donna, maggiori sono le offerte.

## Lingua
Parlano il nung che è parte della famiglia linguistica tai ed è simile ad alcuni dialetti degli zhuang, che vivono in prevalenza nella vicina provincia cinese del Guangxi. Il nung si divide a sua volta nei seguenti dialetti: xuòng, giang, nùng an, nùng phan slình (nùng fan slihng), nùng cháo, nùng lòi, nùng qúy rin (guiren), khen lài e nùng inh. Il dialetto nung chao, che secondo il censimento del 2000 veniva parlato da 340.000 individui, viene assimilato da Ethnologue al dialetto
zuojiang (codice ISO 639-3: zzj), che nello stesso anno era parlato da 1.500.000 zhuang nel Guangxi sudoccidentale.

## Religione
I nung praticano una sorta di Sciamanesimo in cui sono combinate assieme diverse fedi religiose. Tra queste vi sono il culto degli antenati, celebrati con un altare finemente decorato all'interno dell'abitazione, il Confucianesimo, il Buddhismo, il Taoismo e l'Animismo. Venerati e temuti sono gli spiriti, ai quali vengono fatte offerte propiziatorie. Lo sciamano, chiamato thay mo, organizza riti che comprendono sacrifici di animali ed una specie di esorcismi. Statue di Buddha vengono poste sull'altare devozionale degli spiriti dei defunti della famiglia, per contribuire ad allontanare la malasorte ed acquisire benefici.

## Economia
Oggi sono soliti praticare l'agricoltura, coltivano risaie e frutteti, utilizzando prevalentemente i terrazzamenti. Sono grossi produttori di riso, mais, mandarini, cachi e anice. Negli ultimi anni è diminuita l'attività tessile e sono aumentate le lavorazioni del bambù e del ferro. I mercati dei nung sono ben organizzati. I membri della comunità partecipano inoltre a fiere dove vendono i loro prodotti e ne comprano altri.